# Monumento natural Meseta la Galera
El Monumento Natural “Meseta La Galera”: es una formación montañosa de Venezuela, en forma de cerro plano tipo Tepuy de aproximadamente 1 km de largo. Tiene una superficie de 95 ha y con una altura de 1055 m s. n. m. en su punto más alto y 935 m s. n. m. en su punto más bajo ubicado entre las parroquias El Llano y Tovar en pleno casco urbano de la ciudad separando a esta del Río Mocotíes y el Cerro “Loma de La Virgen”, constituye una formación geológica de singular belleza y atractivo paisajístico dentro del área urbana, llena de verdor el cual es considerado como un importante pulmón de la ciudad. Fue decretado monumento natural de Venezuela por el entonces presidente de la República Carlos Andrés Pérez según DECRETO N.º 2352 de 5 de junio de 1992 y publicado en Gaceta Oficial N.º 4548 (Extraordinaria) de 26 de marzo de 1993 por ser Unidad geomorfológica depositada durante el cuaternario, de origen fluvial.

## Información general
| Datos de Interés del Monumento Natural Meseta la Galera Fuente: | |
| Accesos:                                                        | * Acceso Sur: Urb. La Galera de Tovar * Acceso Norte: Av. Domingo Alberto Rangel de Tovar                          |
| Localización:                                                   | al margen izquierda del Río Mocotíes entre las Parroquias El Llano y Tovar del Municipio Tovar                     |
| Superficie:                                                     | 95 ha |
| Altura Máxima:                                                  | 1055 m s. n. m. |
| Altura Mínima:                                                  | 935 m s. n. m. |
| Temperatura:                                                    | 19º C - 21º,8 C |
| Pluviosidad:                                                    | 1018 mm |
| Atractivos:                                                     | * Mirador del Cristo Rey * Reserva Forestal                                                                        |
| Recomendaciones para el Visitante:                              | * Proteja la flora y la fauna. * No arrojar o abandonar residuos sólidos o basura en el área. * Evite las fogatas. |
| Actividades Prohibidas:                                         | Los eventos deportivos o recreativos masivos, el porte de armas, la extracción de especies de flora y fauna.       |
| Permisos:                                                       | Para realizar cualquier actividad se requiere permiso de INPARQUES.                                                |

## Ambiente Natural

### Información Geológica y Geomorfológica
Unidad geomorfológica depositada durante el Cuaternario, de origen fluvial. Es una montaña de tamaño mediano con una cima absolutamente plana. Fue decretada como Monumento Natural para defenderla de ocupaciones ilegales e incluso de sembradíos de café.

## Actualidad

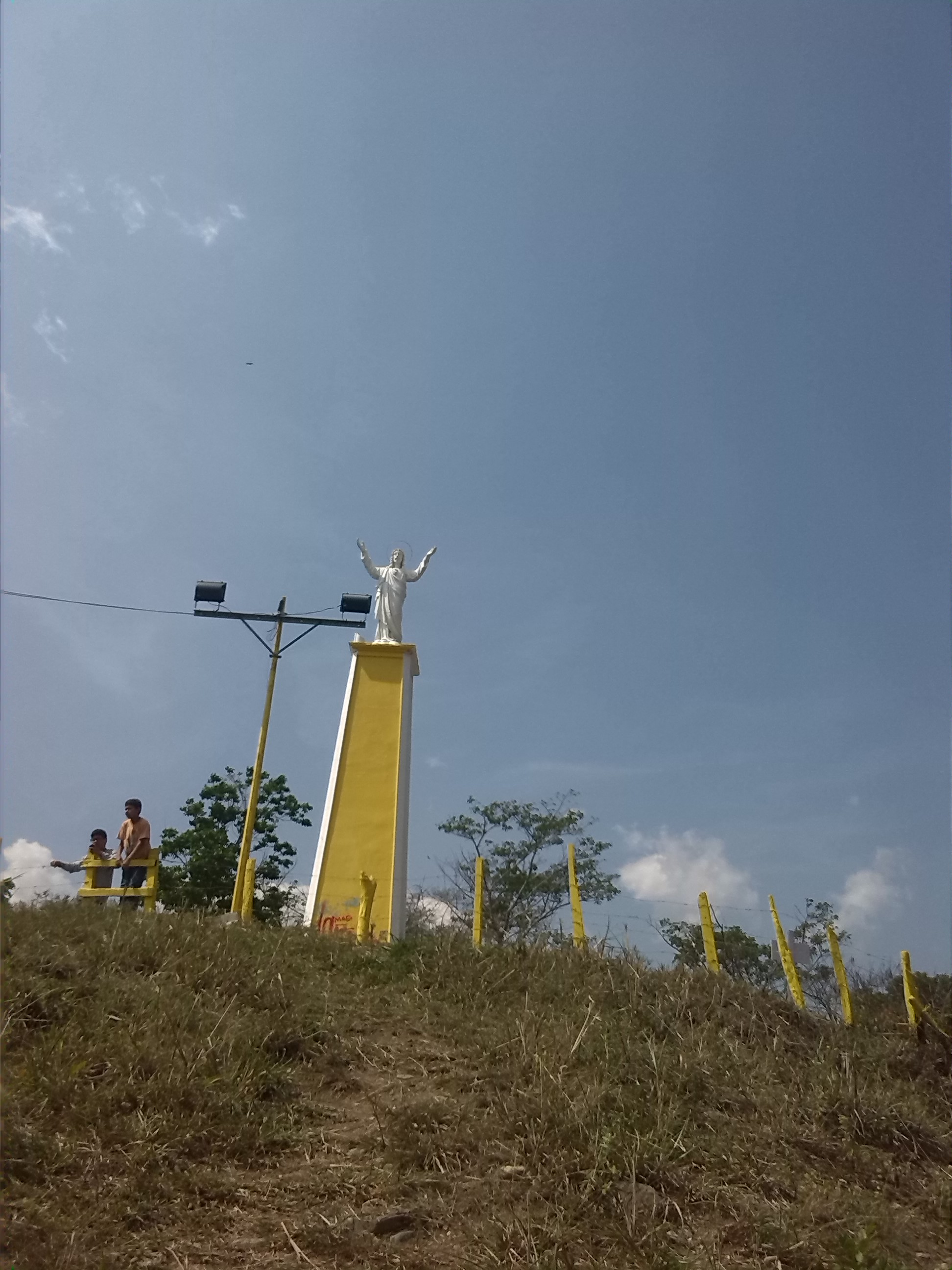
Vista del cristo rey en el Municipio Tovar

### Parque Ecológico La Galera
El 10 de mayo del año 2008 la ilustre Universidad de los Andes presentó al Consejo Municipal de Tovar el proyecto de un parque ecoturístico de gran magnitud e impacto socioeconómico el cual permitirá a propios y extraños un paraíso de descanso en medio de un centro urbano que va en desarrollo cada vez más, propuesta que surgió, a raíz del Plan de Ordenamiento Territorial del Municipio Tovar que esta misma casa de estudios presentó a la municipalidad tovareña el día 19 de abril del mismo año, dentro de la propuesta estaba contemplada la construcción de cuatro ágoras, entre ellas la espiritual y la del amor a las que se podría acceder por medio de la construcción de un funicular o caminando por unas rampas que se elaborarían, además estaba previsto también la disposición de un estacionamiento.
Sin embargo INPARQUES decidió para el año 2010 la recuperación del Monumento y dio un rotundo No a las pretensiones de realizar un parque en él.

### Plan de Delimitación
El lunes 12 de abril del año 2010 El Instituto Nacional de Parques comenzó a delimitar la poligonal que protege al Monumento Natural "La Galera", ya que ha habido una serie de situaciones irregulares en detrimento de esta zona protegida, este se dio mediante la materialización de los linderos, empezando por cuatro de los ocho puntos que están establecidos.
Además la jefatura de zona de INPARQUES está elaborando un proyecto para crear una estación de Bomberos Forestales en el Mocotíes, ya que estas zonas, algunas protegidas, así como algunos bosques no han escapado de ser víctimas de los incendios. Con la creación de la estación de Bomberos Forestales, se podría atacar el incendio en el momento oportuno.

### Proyecto de Reforestación
El 5 de junio de 2010 se dio inicio el Proyecto de Reforestación del Monumento natural Meseta la Galera, con la siembra de 350 ejemplares de Árboles autóctonos de la Zona del Valle del Mocotíes, el cual se continuó el Sábado 4 de agosto del mismo año, cuando en horas de la mañana de sembraron más de 120 Árboles en el camino vía a la galera, contando con la participación de diferentes organismos públicos tales como: Misión Árbol, Imparques, Impradem, estudiante de la UNEFA y las Facilitadoras del los Infocentros Villa Dignidad, Las Acacias y San Pedro
El 26 de noviembre del 2010 el Ministerio Público realizó la siembra de 600 árboles en el marco de la conmemoración de los 41 años de funciones de ese ministerio, conjuntamente también con el Ministerio del Ambiente y Misión Árbol.

## Cristo Rey de La Galera
Sobre la cima de este monumento en el punto más alto de la Meseta a 1055 m s. n. m., se encuentra erigida una efigie de unos 12 m de alto con la figura de una de las advocaciones de Jesús de Nazareth como lo es el Sagrado Corazón de Jesús o Cristo Rey como le conocen los Tovareños.